# Надія Гарта
«Надія Гарта» (англ. Hart's Hope) — фентезійний роман американського письменника Орсона Скотта Карда, написаний від імені другої особи.

## Загальна характеристика
Події «Надії Гарта» розгортаються в королівстві під назвою Берленд у розпал середньовіччя. Як і в багатьох інших фентезійних романів, магія є реальною та функціональною силою у світі цього роману, але з жахливим поворотом: за будь-яку магію, незалежно від її мети, потрібно заплатити кров’ю. Чим більша або сильніша тварина, тим сильніша її кров; кров мертвої тварини також слабша, ніж кров ще живої, а це означає, що заклинач має лише обмежений час для застосування своєї магії, перш ніж поранена тварина помре. Берленд також має унікальну систему письма та мови, в якій слова та числа, прочитані задом наперед, або в рядках чи стовпцях, можуть утворювати абсолютно різні фрази та значення (факт, який свідомо використовують найвидатніші письменники Берленда).
Події розгортаються переважно в столиці Берленда, місті, яке колись називали «Надія Гарта», але згодом перейменували на Інвіт. Місто відоме своїми кількома в’їздами та обмеженнями для тих, хто в’їжджає через ці ворота: купець, який в’їжджає через Ослині ворота, отримує перепустку, яка дозволяє йому доступ лише до комерційних районів міста, тоді як релігійні фігура, яка входить через ворота богів, може відвідувати лише храми тощо. Жебракам, які проникають через Піс-Гейт, надається триденна перепустка, протягом якої вони можуть знайти роботу. І певні ворота, Ртвір, були спеціально закриті головним лиходієм роману, щоб ніхто не міг увійти крізь них, окрім магічних чи заборонених засобів.
Нарешті, жителі Бурланду поклоняються декільком божествам. Гарт сильний у справах чоловіків, тоді як Солодкі Сестри, близнюки, вроджені з’єднані обличчям так, що одна завжди дивиться всередину, а інша назовні, поклоняються жінки. Нещодавно прибулий (або новостворений) бог, просто названий Богом і знайомий іудео-християнським читачам, заздрить його поклонінню та заохочує своїх послідовників не вірити Гарту та Сестрам.

## Сюжет
«Надія Гарта» розпочинається з опису держави Берленд: ним править тиранічний король Насілі, збита молода принцеса Асінет і кривавий військовий закон. Хоча всі чотири боги не люблять Насілі, тільки бог на ім’я Бог вживає заходів, піднявши молодого графа Торгівлі, Палікровола, щоб скинути короля. Йому допомагає Зімас, колишня права рука Насілі та генерал. Палікровол вбиває короля і, щоб зміцнити своє нове правління, одружується та публічно ґвалтує дванадцятирічну Асінет. Потім він відправляє її у вигнання разом зі своїм союзником Рукавом, чарівником-альбіносом. Новий король посилає за Квітковою Принцесою, чиє майже невимовне ім’я (Enziquelvinisensee Evelvenin) вживається рідко і руку якої він заручив під час своєї спроби отримати владу; вона найпрекрасніша жінка в світі, тому що ніколи не збреше. Вище вказані події описує оповідач історії, який безпосередньо звертається до Палікровола і благає його «більше не шукати смерті хлопчика Орема»; незважаючи на використання займенника я, особу оповідача приховують від читача.
Палікроволу невідомо, що Асінет завагітніла і виношує дитину протягом десяти місяців — це з жахом помітила місцева жриця Сестер. Рукав, який, будучи чоловіком, нічого не знає про звичаї сестер, починає досліджувати це явище; без його відома, Асінет дублює його читання і, будучи жінкою, розуміє набагато більше за Рукава. Вона йде на найжахливішу жертву: власну дочку. Стає надзвичайно могутньою за допомогою ненависного рішення й скидає богів і місто Надію Гарта, встановлюючи Палікровола на місце приниженого (і постійно мученого) маріонеткового правителя. Вона викрадає обличчя та тіло Квіткової принцеси та зберігає Рукава, Зімаса та Квіткову принцесу як своїх особистих вихованців у зміненій формі разом зі своєю колекцією поневолених богів — Гарт — купа кісток під замком, бог на ім'я Бог стає сліпим рабом-мийником підлоги, а Солодкі Сестри розпалися й продалися як повії. Вона перейменовує себе на Королеву Краси та править всемогутньою владою зі столиці, а всі її іграшки — Палікровол, Рукав, Зімас і Принцеса — зберігаються безсмертними протягом трьохсот років.
Але боги все ще мають певну силу, і вони влаштовують все так, щоб Палікровол став батьком сина-бастарда зі спеціальними магічними властивостями, який знищить Королеву краси — сина на ім’я Орем, чия велика сила полягає в тому, що він «Раковина», особа, у присутності якої магія не має сили. Він також невинний і добрий, і може завоювати чоловіка своєї матері (хоча його мати вважає за краще, щоб він грав на вулиці, оскільки вона не може виконати будь-які домашні заклинання, коли він поруч). Звичайно, оскільки жодне з посилюючих заклинань не робить його більш м’язистим, він не може вступити в армію, а натомість переходить до духовенства. Звідти він їде до Інвіту, де проводить короткий час на вулиці, перш ніж потрапити під опіку чарівника Галлоугласа, який навчає його контролювати свою силу. Однак невдовзі після сварки з Гелоугласом він потрапляє в полон до військ королеви; але замість того, щоб стратити його, вона забирає його собі як чоловіка і ще раз зачає дитину під час звершення.
Орем, тепер «Маленький Король» і знайомий з домашніми тваринами Королеви, починає своє життя як чоловік Королеви Краси. Він використовує свою силу як Раковину, щоб захистити Палікровола, який скористався цим явним ослабленням влади королеви та починає похід на Інвіт. Він також дізнається (підслухавши супутників королеви), що королева красуня має план вбити когось, щоб зберегти свою владу; Орем припускає, що це він, хоча друзі попереджають його не починати любити дитину, яка народилася від королеви — хлопчика на ім’я Молодість, батьком якого відчуває себе Орем. Зрештою, коли Молодості виповнився рік, Королева Красм запускає свій план: убити його, як вона вбила свою першу безіменну дочку, як жертву для посилення своєї влади. Рукав пояснює Орему, що це узгоджується з планами Гарта, Сестер і Бога: якщо Орему вдасться перехопити ритуал, Красуня вип’є не лише життєву силу з крові свого сина, а й поглинане Орема та знищить себе. Орем, сумуючи за своїм улюбленим сином, робить це, і Палікровол в’їжджає до міста безперешкодно і з тріумфом.
Зрештою, оповідач, який виявився відновленим Ензікельвінісензе, каже своєму чоловікові в листі, який вона пише для нього, що той повинен зробити вибір: чи вб’є він молодого Орема за те, що він узурпував, хоча б ненадовго, його місце на троні? Або він вирішить, що для міста та його правління було пролито достатньо невинної крові? Лист принцеси не завершує оповідь читачеві, який повинен покладатися на своє розуміння персонажів, щоб визначити її кінець.